# Epizeuxis vancouverensis
Epizeuxis vancouverensis är en fjärilsart som beskrevs av George Francis Hampson. Epizeuxis vancouverensis ingår i släktet Epizeuxis och familjen nattflyn. Inga underarter finns listade i Catalogue of Life.